# Turistická značená trasa 1980
 Turistická značená trasa 1980 je 9 km dlouhá modře značená trasa Klubu českých turistů v okrese Pardubice spojující Kladruby nad Labem s hřebenem Železných hor. Její převažující směr je jižní. Trasa je součástí východočeské větve Svatojakubské cesty.
Turistická trasa má svůj počátek Kladrubech nad Labem v místní části Jeleniště, kde přímo navazuje na shodně značenou trasu 1085 z Týnce nad Labem. Zároveň je zde výchozí červeně značená Turistická značená trasa 0434 do Přelouče. Trasa 1980 se přimyká k silnici, prochází kolem místního národního hřebčína a vede přibližně jižním směrem přes pastviny, přechází Labe a ústí do Řečan nad Labem. Na místním nádraží je vedena podchodem na jižní stranu železniční trati Kolín - Česká Třebová, přechází silnici II/322 a u motorestu se noří do lesa. Odtud je vedena přibližně jihovýchodním směrem k rybníku Pazderna, který ze západu obchází, a vstupuje do Zdechovic. V centru obce u místního zámku se nachází rozcestí se žlutě značenou trasou 7455 do Chvaletic. Trasa 1980 pokračuje přibližně jižním směrem podél Červeného potoka do svahů Železných hor ke skalnímu útvaru Obří postele. Bezprostředně za ním končí v nadmořské výšce 284 metrů na rozcestí se zeleně značenou trasou 3096 a odtud výchozí žlutě značenou trasou 7242 do Svojšic. V závěrečném úseku ze Zdechovic sleduje naučný Okruh Obří postele.

## Historie
- Trasa byla dříve součástí trasy KČT 1085. Došlo k jejímu vyčlenění a přidělení čísla KČT 1980.
- Před postavením podchodu v železniční stanici Řečany nad Labem vedla trasa východním směrem podél kolejí na nadjezd, křížila silnici II/322 a poté vedla cestou mezi zahrádkami ke trase stávající.
- Ze Zdechovic k Obřím postelím vedla východnější souběžnou lesní cestou, nekončila u nich, křížila současné trasy 3096 a 7242 a pokračovala jižním směrem do Svobodné Vsi.[3]

## Turistické zajímavosti na trase
- Národní hřebčín Kladruby nad Labem
- Zámek Kladruby nad Labem
- Kaple svatého Kříže v Kladrubech nad Labem
- Vodárenská vyhlídka v Kladrubech nad Labem
- Jezdecký stadion v Kladrubech nad Labem
- Kostel svaté Máří Magdalény v Řečanech nad Labem
- Pomník obětem 1. světové války v Řečanech nad Labem
- Zrcadlová studánka
- Zámek Zdechovice
- Skalní útvar Obří postele